# André Lesort
Pour les articles homonymes, voir Lesort.
André Jean Joseph Lesort est un archiviste et historien français, né à Rouen le 4 janvier 1876, et mort à Versailles le 29 janvier 1960. Il est le père de l'écrivain Paul-André Lesort (1915-1997).

## Biographie
André Lesort, dont la famille était originaire du pays de Caux, fait ses études secondaires à Beauvais et à Rouen. Les déboires professionnels de son père journaliste à Beauvais l'obligent à quitter jeune le collège et à suivre le programme secondaire seul. Il réussit le baccalauréat en passant une année au collège de Vaugirard.
Élève de l'École des chartes, il y obtient en 1899 le diplôme d'archiviste paléographe grâce à une thèse sur les chorévêques. Il publie son premier article sur Un fragment du journal des visites pastorales de Miles d'Illiers, évêque de Chartres, 1473, dans la Revue des archives historiques du diocèse de Chartres.
Il est archiviste de la ville de Cambrai entre 1899 et 1900. En 1900, il est nommé archiviste départemental de la Meuse, puis en 1905 de l'Ille-et-Vilaine.
En 1906, il se marie avec Élisabeth Madelin (1882-1972), sœur de l'historien Louis Madelin. Pour se rapprocher de sa famille, il accepte en 1912 le poste d'archiviste départemental de Seine-et-Oise et de conservateur des antiquités et objets d'art, qu'il occupe jusqu'en 1929.
Il est mobilisé le 3 août 1914, simple soldat servant comme infirmier à la 10e section d'infirmiers militaires de Rennes. Il est nommé directeur administratif de l'hôpital militaire no 33 de Granville. Il va découvrir les arcanes de l'administration militaire et l'importance de la conservation des registres des pièces médicales. Il va profiter de sa formation pour faire de son unité un modèle. En octobre 1916, il est nommé à la direction du service de santé de la 10e région militaire, à Rennes. Il est alors chargé du service des archives et doit mettre en ordre tous les registres médicaux accumulés avec la création des hôpitaux temporaires au début de la Première Guerre mondiale et fermés à la suite de restructurations. Dès janvier 1917, il a le projet de faire de ce dépôt d'archives médicales un modèle pérenne pouvant être repris dans les services de santé des autres régions militaires. Par l'intermédiaire d'un camarade de promotion, Alexandre Vidier (1874-1927), il réussit à intéresser à son projet le sous-secrétaire d'État au service de santé Justin Godart. Il rédige un rapport général synthétisant projet dont les grandes lignes sont approuvées par Justin Godart le 29 janvier 1917. Il propose alors un texte réglementaire sur l'organisation et le fonctionnement des services d'archives médicales qui est repris dans la circulaire ministérielle n°454-Ci/7 relative à l'organisation et au fonctionnement du bureau des archives dans les directions régionales du service de santé, du 15 mars 1917. André Lesort est nommé adjudant au titre du service de santé de la 10e région militaire. En juin 1917, les directions régionales des services de santé organisent des bureaux d'archives avec des archivistes. Il reçoit une lettre de félicitations de Justin Godart le 15 juillet 1917. En septembre 1917, étant le père de six enfants, il demande le retour dans ses foyers en application d'une loi de décembre 1915. Il est alors remplacé par son adjoint, Jean Le Chartier de Sédouy. Alexandre Vidier, nommé au cabinet de Justin Godart, va être chargé de l'inspection des bureaux d'archives hospitalières créés dans chaque région militaire.
En 1929, il est nommé archiviste en chef du département de la Seine et de la ville de Paris.
Entre 1933 et 1939, il donne des conférences sur l'archivistique à l'École des chartes. Il est chargé de cours à l'Institut catholique de Paris.
Il est membre correspondant de l'Académie des inscriptions et belles-lettres depuis 1955.
Il est membre de plusieurs sociétés savantes :
- Association des archivistes français,
- Société de l'École des chartes, dont il est président en 1960,
- Comité des travaux historiques et scientifiques,
- Commission du Vieux Paris, dont il est membre depuis 1929,
- Société de l'histoire de Paris et de l'Île-de-France,
- Fédération des sociétés historiques et archéologiques de Paris et Île-de-France, dont ile est membre fondateur,
- Académie de Versailles, des Yvelines et de l'Île-de-France,
- Société historique et archéologique de Pontoise, du Val-d'Oise et du Vexin, dont il a été président,
- Le Vieux papier, Société pour l'étude de la vie quotidienne à travers les documents.

## Publications
- La succession de Charles le Téméraire à Cambrai (1477-1482), Alphonse Picard et fils éditeurs, Paris, 1903
- Louis XI et le Saint-Siège, Paris, 1904.
- Les chartes du Clermontois conservées au musée de Chantilly (1069-1362), Paris, 1904
- Chronique et chartes de l'abbaye de Saint-Mihiel, C. Klincksieck, Paris, 1908-1912.
- avec Henri Sée, Département d'Ille-et-Vilaine. Cahiers de doléances de la sénéchaussée de rennes pour les États généraux de 1789, tome 1, Évêchés de Rennes, imprimerie Oberthur, Rennes, 1909 (lire en ligne)
- avec Henri Sée, Département d'Ille-et-Vilaine. Cahiers de doléances de la sénéchaussée de Rennes pour les États généraux de 1789, tome 2, Évêchés de Rennes (suite), de Nantes, de Vannes et de Dol, imprimerie Oberthur, Rennes, 1910 (lire en ligne)
- avec Henri Sée, Département d'Ille-et-Vilaine. Cahiers de doléances de la sénéchaussée de Rennes pour les États généraux de 1789, tome 3, Évêchés de Saint-Malo et de Saint-Brieuc, imprimerie Oberthur, Rennes, 1911 (lire en ligne)
- avec Henri Sée, Département d'Ille-et-Vilaine. Cahiers de doléances de la sénéchaussée de Rennes pour les États généraux de 1789, tome 3, Évêché de Tréguier, cahiers du bas clergé. Cahier général de la sénéchaussée. Index général alphabétique, Imprimerie Oberthur, Rennes, 1912 (lire en ligne)
- Les États de Bretagne et l 'enseignement du dessin au XVIIIe siècle, Comptes rendus des Sociétés des beaux-arts des départements, Paris, 1911
- Archives départementales de Seine-et-Oise. Répertoire numérique de la série C (administrations provinciales), Versailles, 1912 (lire en ligne)
- avec Paul D'Arbois de Jubainville, Adolphe Marchal, Inventaire sommaire des archives départementales antérieures à 1790. Meuse. Série C, Paris, 1918.
- avec Hélène Verlet, Épitaphier du vieux Paris: recueil général des inscriptions funéraires des églises, couvents, collèges, hospices, cimetières et charniers, depuis le Moyen Âge jusqu'à la fin du XVIIIe siècle : Saint-Germain l'Auxerrois, numéros 2054 à 2243, Imprimerie nationale, Paris, 1974 (lire en ligne).

## Distinctions

### Décorations
- Officier de la Légion d'honneur le 5 août 1938[4].
  -  Chevalier de la Légion d'honneur le 30 octobre 1920.

### Récompenses
- Prix de l'académie des inscriptions et belles-lettres :
  - Prix Gabriel-Auguste Prost, en 1905, pour Les chartes du Clermontois, et en 1913 pour Chronique et chartes de l'abbaye de Saint-Mihiel.
  - Prix J.-J. Berger, en 1948, pour l'ensemble de ses travaux.